# Dani Pacheco
Daniel "Dani" Pacheco Lobato (Pizarra, 5 de janeiro de 1991) é um futebolista espanhol que atua como atacante. Atualmente, joga no Górnik Zabrze.

## Carreira

### Barcelona
Entre 2003 e 2007, Pacheco passou pelas categorias de base do Barcelona. Tal era sua capacidade de marcar gols de qualquer posição, que os seus jovens companheiros de clube na época o apelidaram de El asesino ("O Assassino").

### Liverpool
Em 2007, foi contratado pelo Liverpool, inicialmente para atuar nas categorias de base. Em 2009, foi promovido ao time principal. Estreou em 9 de dezembro do mesmo ano, substituindo Alberto Aquilani numa partida contra a ACF Fiorentina, pela UEFA Champions League 2009-10.

### Norwich
Em 2011, esteve emprestado ao Norwich City durante três meses.

### Getafe
Em 2017, chegou por empréstimo ao Getafe. E em 2018, se transferiu em definitivo.

## Títulos
Betis
- Segunda División: 2014–15

Alavés
- Segunda División: 2015–16